# تاس‌شوکی (استان قراغندی)
تاس‌شوکی (انگلیسی: Tasshoky) یک شهرک در استان قراغندی کشور قزاقستان است.